# バルディビア (小惑星)
バルディビア (2741 Valdivia) は小惑星帯にある小惑星。カルロス・トーレスらがチリ大学のセロ・エル・ロブレ観測所で発見した。
スペインの探検家で、チリの征服者であるペドロ・デ・バルディビアに因んで名付けられた。